# Olympische Sommerspiele 1996/Segeln
Bei den Olympischen Sommerspielen 1996 in der US-amerikanischen Metropole Atlanta fanden zehn Wettkämpfe im Segeln statt.
Austragungsort war die Bucht Wassaw Sound nahe Savannah an der Atlantik-Küste.

## Bilanz

Olympische Bootsklassen 1996: (von links) Europe, Windsurfen (Mistral), Laser, Finn-Dinghy, 470er, Tornado, Star, Soling

### Medaillenspiegel
| Platz  | Land               | Gold | Silber | Bronze | Gesamt |
| ------ | ------------------ | ---- | ------ | ------ | ------ |
| 1      | Brasilien          | 2    | –      | 1      | 3      |
| 2      | Spanien            | 2    | –      | –      | 2      |
| 3      | Ukraine            | 1    | –      | 1      | 2      |
| 4      | Griechenland       | 1    | –      | –      | 1      |
| 4      | Polen              | 1    | –      | –      | 1      |
| 4      | Hongkong           | 1    | –      | –      | 1      |
| 4      | Dänemark           | 1    | –      | –      | 1      |
| 4      | Deutschland        | 1    | –      | –      | 1      |
| 9      | Großbritannien     | –    | 2      | –      | 2      |
| 10     | Australien         | –    | 1      | 1      | 2      |
| 10     | Niederlande        | –    | 1      | 1      | 2      |
| 12     | Argentinien        | –    | 1      | –      | 1      |
| 12     | Belgien            | –    | 1      | –      | 1      |
| 12     | Japan              | –    | 1      | –      | 1      |
| 12     | Neuseeland         | –    | 1      | –      | 1      |
| 12     | Russland           | –    | 1      | –      | 1      |
| 12     | Schweden           | –    | 1      | –      | 1      |
| 18     | Vereinigte Staaten | –    | –      | 2      | 2      |
| 19     | Israel             | –    | –      | 1      | 1      |
| 19     | Italien            | –    | –      | 1      | 1      |
| 19     | Norwegen           | –    | –      | 1      | 1      |
| 19     | Portugal           | –    | –      | 1      | 1      |
| Gesamt | Gesamt             | 10   | 10     | 10     | 30     |

### Medaillengewinner
Männer
| Disziplin   | Gold                                     | Silber                                  | Bronze                           |
| ----------- | ---------------------------------------- | --------------------------------------- | -------------------------------- |
| Finn-Dinghy | Mateusz Kusznierewicz                    | Sébastien Godefroid                     | Roy Heiner                       |
| Windsurfen  | Nikolaos Kaklamanakis                    | Carlos Espínola                         | Gal Fridman                      |
| 470er       | Ukraine Jewhen Braslawez Ihor Matwijenko | Großbritannien John Merricks Ian Walker | Portugal Hugo Rocha Nuno Barreto |

Frauen
| Disziplin  | Gold                                       | Silber                              | Bronze                                   |
| ---------- | ------------------------------------------ | ----------------------------------- | ---------------------------------------- |
| Europe     | Kristine Roug                              | Margriet Matthijsse                 | Courtenay Becker-Dey                     |
| Windsurfen | Lee Lai-shan                               | Barbara Kendall                     | Alessandra Sensini                       |
| 470er      | Spanien Begoña Vía Dufresne Theresa Zabell | Japan Yumiko Shige Alicia Kinoshita | Ukraine Olena Pacholtschyk Ruslana Taran |

Offene Klassen
| Disziplin | Gold                                                 | Silber                                                 | Bronze                                                   |
| --------- | ---------------------------------------------------- | ------------------------------------------------------ | -------------------------------------------------------- |
| Laser     | Robert Scheidt                                       | Ben Ainslie                                            | Peer Moberg                                              |
| Star      | Brasilien Marcelo Ferreira Torben Grael              | Schweden Bobby Lohse Hans Wallén                       | Australien Colin Beashel David Giles                     |
| Soling    | Deutschland Thomas Flach Bernd Jäkel Jochen Schümann | Russland Dmitri Schabanow Georgi Schaiduko Igor Skalin | Vereinigte Staaten Jim Barton Jeff Madrigali Kent Massey |
| Tornado   | Spanien José Luis Ballester Fernando León            | Australien Mitch Booth Andrew Landenberger             | Brasilien Lars Grael Kiko Pellicano                      |

## Ergebnisse Männer

### Finn Dinghy
22. bis 29. Juli
| Platz | Land | Athlet                   | Punkte |
| ----- | ---- | ------------------------ | ------ |
| 1     | POL  | Mateusz Kusznierewicz    | 32     |
| 2     | BEL  | Sébastien Godefroid      | 45     |
| 3     | NED  | Roy Heiner               | 50     |
| 4     | AUT  | Hans Spitzauer           | 54     |
| 5     | SWE  | Fredrik Lööf             | 57     |
| 6     | AUS  | Paul McKenzie            | 67     |
| 7     | ESP  | José María van der Ploeg | 69     |
| 8     | RSA  | Ian Ainslie              | 72     |

### Windsurfen(Mistral)
23. bis 29. Juli
| Platz | Land | Athlet                | Punkte |
| ----- | ---- | --------------------- | ------ |
| 1     | GRE  | Nikolaos Kaklamanakis | 17     |
| 2     | ARG  | Carlos Espínola       | 19     |
| 3     | ISR  | Gal Fridman           | 21     |
| 4     | NZL  | Aaron McIntosh        | 27     |
| 5     | FRA  | Jean-Max de Chavigny  | 37     |
| 6     | USA  | Michael Gebhardt      | 41     |
| 7     | POR  | João Rodrigues        | 42     |
| 8     | AUS  | Brendan Todd          | 48     |

### 470er
| Platz | Land | Athleten                              | Punkte |
| ----- | ---- | ------------------------------------- | ------ |
| 1     | UKR  | Jewhen Braslawez Ihor Matwijenko      | 40     |
| 2     | GBR  | John Merricks Ian Walker              | 61     |
| 3     | POR  | Hugo Rocha Nuno Barreto               | 62     |
| 4     | FIN  | Petri Leskinen Mika Aarnikka          | 65     |
| 5     | RUS  | Dmitri Berjoskin Jewgeni Burmatnow    | 66     |
| 6     | FRA  | Jean-François Berthet Gwenaël Berthet | 72     |
| 7     | ARG  | Martín Billoch Martín Rodríguez       | 73     |
| 8     | USA  | Morgan Reeser Kevin Burnham           | 74     |

## Ergebnisse Frauen

### Europe
| Platz | Land | Athletin             | Punkte |
| ----- | ---- | -------------------- | ------ |
| 1     | DEN  | Kristine Roug        | 24     |
| 2     | NED  | Margriet Matthijsse  | 30     |
| 3     | USA  | Courtenay Becker-Dey | 39     |
| 4     | GBR  | Shirley Robertson    | 41     |
| 5     | NZL  | Sharon Ferris        | 73     |
| 6     | GER  | Sibylle Powarzynski  | 75     |
| 7     | NOR  | Linda Konttorp       | 81     |
| 8     | ARG  | Serena Amato         | 81     |

### Windsurfen(Mistral)
23. bis 29. Juli
| Platz | Land | Athletin           | Punkte |
| ----- | ---- | ------------------ | ------ |
| 1     | HKG  | Lee Lai-shan       | 16     |
| 2     | NZL  | Barbara Kendall    | 24     |
| 3     | ITA  | Alessandra Sensini | 28     |
| 4     | CHN  | Ke Li              | 57     |
| 5     | NOR  | Jorunn Horgen      | 59     |
| 6     | POL  | Dorota Staszewska  | 59     |
| 7     | GBR  | Penny Wilson       | 60     |
| 8     | FRA  | Maud Herbert       | 72     |

### 470er
| Platz | Land | Athletinnen                        | Punkte |
| ----- | ---- | ---------------------------------- | ------ |
| 1     | ESP  | Begoña Vía Dufresne Theresa Zabell | 25     |
| 2     | JPN  | Yumiko Shige Alicia Kinoshita      | 36     |
| 3     | UKR  | Olena Pacholtschyk Ruslana Taran   | 38     |
| 4     | USA  | Kris Stookey Louise Van Voorhis    | 47     |
| 5     | GER  | Susanne Bauckholt Katrin Adlkofer  | 49     |
| 6     | DEN  | Susanne Ward Michaëla Ward         | 56     |
| 7     | ITA  | Federica Salvà Emanuela Sossi      | 64     |
| 8     | AUS  | Jeni Lidgett Addy Bucek            | 64     |

## Ergebnisse Offene Klassen

### Laser
| Platz | Land | Athlet            | Punkte |
| ----- | ---- | ----------------- | ------ |
| 1     | BRA  | Robert Scheidt    | 26     |
| 2     | GBR  | Ben Ainslie       | 37     |
| 3     | NOR  | Peer Moberg       | 46     |
| 4     | AUS  | Michael Blackburn | 48     |
| 5     | GER  | Stefan Warkalla   | 54     |
| 6     | SWE  | John Harrysson    | 55     |
| 7     | POR  | Vasco Serpa       | 74     |
| 8     | FIN  | Thomas Johanson   | 78     |

### Star
22. bis 29. Juli
| Platz | Land | Athleten                               | Punkte |
| ----- | ---- | -------------------------------------- | ------ |
| 1     | BRA  | Marcelo Ferreira Torben Grael          | 25     |
| 2     | SWE  | Bobby Lohse Hans Wallén                | 29     |
| 3     | AUS  | Colin Beashel David Giles              | 32     |
| 4     | GRE  | Anastasios Boundouris Dimitrios Boukis | 45     |
| 5     | NZL  | Rod Davis Donald Cowie                 | 46     |
| 6     | ITA  | Enrico Chieffi Roberto Sinibaldi       | 52     |
| 7     | ESP  | José Luis Doreste Javier Hermida       | 57     |
| 8     | USA  | Mark Reynolds Hal Haenel               | 58     |

### Soling
| Platz | Land | Athleten                                             |
| ----- | ---- | ---------------------------------------------------- |
| 1     | GER  | Thomas Flach Bernd Jäkel Jochen Schümann             |
| 2     | RUS  | Dmitri Schabanow Georgi Schaiduko Igor Skalin        |
| 3     | USA  | Jim Barton Jeff Madrigali Kent Massey                |
| 4     | GBR  | Andy Beadsworth Barry Parkin Adrian Stead            |
| 5     | CAN  | Bill Abbott Joanne Abbott Brad Boston                |
| 6     | DEN  | Stig Westergaard Jan Eli Andersen Jens Bojsen-Møller |

### Tornado
23.–30. Juli
| Platz | Land | Athleten                            | Punkte |
| ----- | ---- | ----------------------------------- | ------ |
| 1     | ESP  | José Luis Ballester Fernando León   | 30     |
| 2     | AUS  | Mitch Booth Andrew Landenberger     | 42     |
| 3     | BRA  | Lars Grael Kiko Pellicano           | 43     |
| 4     | AUT  | Andreas Hagara Florian Schneeberger | 44     |
| 5     | ITA  | Walter Pirinoli Marco Pirinoli      | 44     |
| 6     | FRA  | Frédéric le Peutrec Franck Citeau   | 46     |
| 7     | GER  | Roland Gäbler Frank Parlow          | 48     |
| 8     | USA  | John Lovell Charlie Ogletree        | 48     |